# Afronothrus arboreus
Afronothrus arboreus är en kvalsterart som beskrevs av K. Ramani och Haq 1992. Afronothrus arboreus ingår i släktet Afronothrus och familjen Trhypochthoniidae. Inga underarter finns listade i Catalogue of Life.